# 1-ша дивізія морської піхоти (США)
1-ша дивізія морської піхоти (США) (англ. 1st Marine Division) — військове з'єднання, дивізія морської піхоти Корпусу морської піхоти США з пунктом постійної дислокації на базі морської піхоти Кемп-Пендлтон, у штаті Каліфорнія. Дивізія є основним бойовим елементом I експедиційного корпусу морської піхоти (I MEF).
Це найстаріше і найбільше чинне з'єднання Корпусу морської піхоти США. Сьогодні це одна з трьох чинних дивізій морської піхоти і є багатоцільовою експедиційною наземною бойовою силою. Носить прізвисько «Стара порода».

## Історія з'єднання
1-ша дивізія морської піхоти веде свою історію від 1-ї бази передового розгортання, яка була сформована 23 грудня 1913 року у Філадельфії. 1 квітня 1914 року бригада була переформована як 1-ша бригада, а 16 вересня 1935 року — 1-ша бригада морської піхоти. У період з квітня 1914 по серпень 1934 року підрозділи 1-ї бригади брали участь в операціях американських військ у Мексиці, Гаїті, Домініканській Республіці та на Кубі. Хоча 1-а бригада не служила на Європейському театрі під час Першої світової війни, бригада була нагороджена медаллю Перемоги в Першій світовій війні з однією бронзовою зіркою на знак визнання заслуг частини під час цього конфлікту. У жовтні 1940 року бригада була передислокована до Гуантанамо, Куба.

### Друга світова війна
1 лютого 1941 року на борту американського лінійного корабля «Техас» була створена 1-ша дивізія морської піхоти. У травні 1941 року 1-шу дивізію перевели на базу до Квантіко, штат Вірджинія та острів Парріс, Південна Кароліна, а у квітні 1942 року дивізія почала передислокацію на Самоа та у Веллінгтон. Підрозділи дивізії разом з підрозділами підтримки були розкидані по Тихому океану. 1-й полк морської піхоти був перевезений трьома кораблями до Нової Зеландії, а 7 серпня 1942 року був висаджений на острів Гуадалканал, що входить до складу Соломонових островів.
7-й полк морської піхоти стояв гарнізоном на Британському Самоа, а 5-й полк морської піхоти щойно зосередився у Веллінгтоні. 1-й рейдерський батальйон був на Новій Каледонії, а 3-й батальйон оборони — в Перл-Гарборі.
Після завершення процесу зосередження дивізія, посилена 1-м парашутним батальйоном, з 16 000 морських піхотинців вийшла з Веллінгтона на 89 суднах, вирушивши на Соломонові острови з навантаженням на 60 діб бойових дій.
31 липня вся тактична група морської піхоти була передана під командування 61-ї оперативної групи віцеадмірала Френка Дж. Флетчера. Дивізія в повному складі брала участь у Гуадалканалській кампанії. Бойові дії відбувалися до 9 грудня 1942 року, поки її не замінила Американська дивізія Александера Патча. За бойові заслуги в битві на Гуадалканалі дивізія здобула три Президентські відзнаки ціною втрати 650 загиблих у боях морських піхотинцях, 1278 поранених у бою, 8580 захворілих на малярію і 31 зниклого безвісти.
Після Гуадалканалської кампанії дивізії морської піхоти була відправлена в Мельбурн, Австралія, для відновлення боєздатності, доукомплектування та переоснащення.
Наступною кампанією, в якій дивізія билася, стала операція «Картвіл», кодове найменування бойових дій союзників у Східній Новій Гвінеї та Новій Британії. 26 грудня 1943 року морські піхотинці висадилися на острівний берег і билися у битві при мисі Глостер. Бойові дії відбувалися в Новій Британії до березня 1944 року, американська морська піхота змагалася за такі місця, як Струмок Самогубця та хребет Аджар. Під час бою дивізія зазнала втрату 310 убитих і 1083 поранених. Після битви їх відправили на Павуву на островах Рассела для відновлення боєздатності та відпочинку.
У вересні 1944 року 1-ша дивізія морської піхоти вступила в найкривавішу битву за Пелеліу. 15 вересня 1944 року в рамках висадки морського десанту на острів III десантного корпусу, підрозділи ступили на землю острову. Всупереч прогнозам розвідки та поглядам вищого командування американських сил, що битва за острів нагадуватиме легку прогулянку, лише перший тиждень затятих боїв з японцями за опанування ключових об'єктів аеродрому та навколишньої інфраструктури коштував дивізії 3946 втрат. Дивізія воювала на Пелеліу протягом місяця, перш ніж була проведена її заміна на резерв. Одні з найважчих боїв за всю війну відбувалися в таких місцях, як хребет «Кривавий Ніс» та за центральні пагорби острова. Місяць боїв проти 14-ї дивізії Імперської японської армії на Пелеліу коштував 1-й дивізії морської піхоти загиблими 1252 воїнів та 5274 поранених.

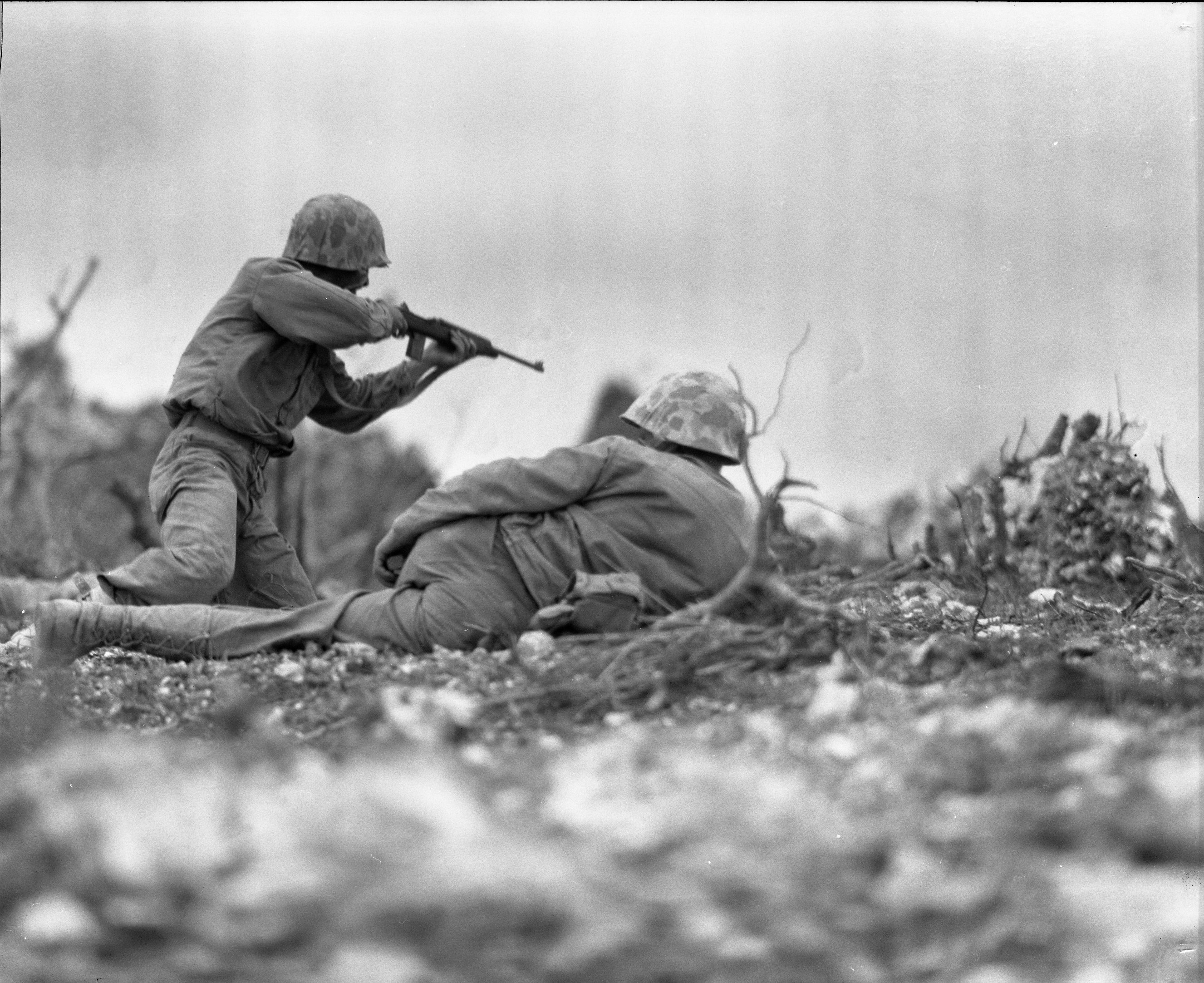
Морські піхотинці 1-ї дивізії під час боїв за Вана Рідж на Окінаві. Битва за Окінаву

Останньою кампанією, в якій дивізія брала участь під час Другої світової війни, стала битва за Окінаву. Дивізія висадилася 1 квітня 1945 року у складі III десантного корпусу. Її основна місія полягала в тому, щоб діючи разом із 6-ю дивізією морської піхоти, очистити північну половину острова від японських військ — морська піхота хутко виконала це завдання. Водночас XXIV корпус американської армії зустрів набагато більш жорсткий опір у південній частині Окінави, і 1 травня 1945 року дивізія морської піхоти була перекинута на південь, де вона замінила виснажену в боях з противником 27-у піхотну дивізію армії. Дивізія вела запеклі бої на Окінаві до 22 червня 1945 року, коли острів був оголошений звільненим від японських сил. 1-ша дивізія морської піхоти змагалася з японською 32-ю армією в таких місцях, як хребет Дакеші, хребет Вана, пагорб «Цукрова голова» та замок Сюрі. Бої на Окінаві завдали дивізії втрату 1655 убитими в бою.

### Громадянська війна в Китаї
Після капітуляції Японії 1-шу дивізію відправили до Північного Китаю як головне формування III десантного корпусу з основною місією репатріації понад 650 000 японських солдатів і цивільних осіб, які все ще перебували в цій частині Китаю. 30 вересня 1945 року американські морські піхотинці висадилися в Таку і стали гарнізонами в провінції Хопе в містах Тяньцзінь і Пейпін, а також на півострові Шаньдун. У той час навколо них вирувала Громадянська війна в Китаї між Гомінданом і Комуністичною партією Китаю. Більшість морських піхотинців дивізії виконували завдання з охорони залізниць, мостів, складів, у першу чергу з продовольством та вугіллям. Протягом цього часу вони все частіше вступали в сутички з солдатами Народно-визвольної армії, які вважали залізницю та іншу інфраструктуру привабливою мішенню для засідок, рейдів і переслідувань.
До літа 1946 року у дивізії була проведена часткова демобілізація, і її боєздатність впала нижче стандартів воєнного часу; однак її зобов'язання щодо Китаю залишилися в силі. Оскільки ставало все більш очевидним, що переговори про перемир'я між китайськими угрупованнями зазнали повний крах, американські формування почали підготовку до виведення з Хопе. 1 вересня 1947 року останні підрозділи дивізії остаточно залишили Китай.

### Корейська війна
Після скорочення сил, що пройшло в американських збройних силах, станом на 1950 рік дивізія являла собою лише посилену полкову бойову групу. З початком агресії комуністів Північної Кореї проти Південної дивізія буде терміново відмобілізована і включена до складу ударного угруповання, що мала здійснити висадку морського десанту в Інчхоні під керівництвом командувача Командування ООН генерала Макартура. 15 вересня 1950 року дивізія стала основним формуванням, що висадилося в Інчхоні. Після висадки морські піхотинці стрімко рушили на північ і після важких боїв у Сеулі звільнили місто від комуністів.
Після звільнення Сеула дивізію повернули на кораблі, перекинули морем на східний бік Корейського півострова і 26 жовтня вони висадилися у Вонсані. У складі X корпусу, яким командував генерал-майор армії Едвард Алмонд, дивізії було наказано якомога швидше просуватися на північ до прикордонної річки Ялу. Однак, завдяки обачності командира дивізії генерал-майора Олівера Сміта, який ретельно вивчав розвідувальні дані, 1-ша дивізія морської піхоти не потрапила у пастку, підготовлену корейсько-китайськими командирами.
27 листопада 1950 року його дивізію атакували відразу 10 піхотних дивізій Китайської народної добровольчої армії. Відбулася жорстока 17-денна битва в суворих зимових умовах. У період з 27 листопада до 13 грудня угруповання військ Командування Організації Об'єднаних Націй під командуванням генерал-майора Олівера П. Сміта були оточені та атаковані близько 120 000 китайських військ під командуванням Сун Шилуня, якому Мао Цзедун наказав знищити сили ООН. Ведучи запеклі бойові дії проти семи дивізій противника, американські морські піхотинці з боями відступили від водосховища Чосін, зазнавши понад 900 убитими та зниклими безвісти, понад 3500 поранених, з яких понад 650 осіб стали жертвами обмороження під час боїв. Більша частина формувань китайської 9-ї армії зазнала нищівних втрат, що за оцінками фахівців становили порядку 37 500 осіб, намагаючись зупинити організований відступ морських піхотинців від Чосін, але не змогли реалізувати замислене. В середині грудня дивізія морської піхоти була евакуйована з Хиннама, а потім висадилася в Пусані.

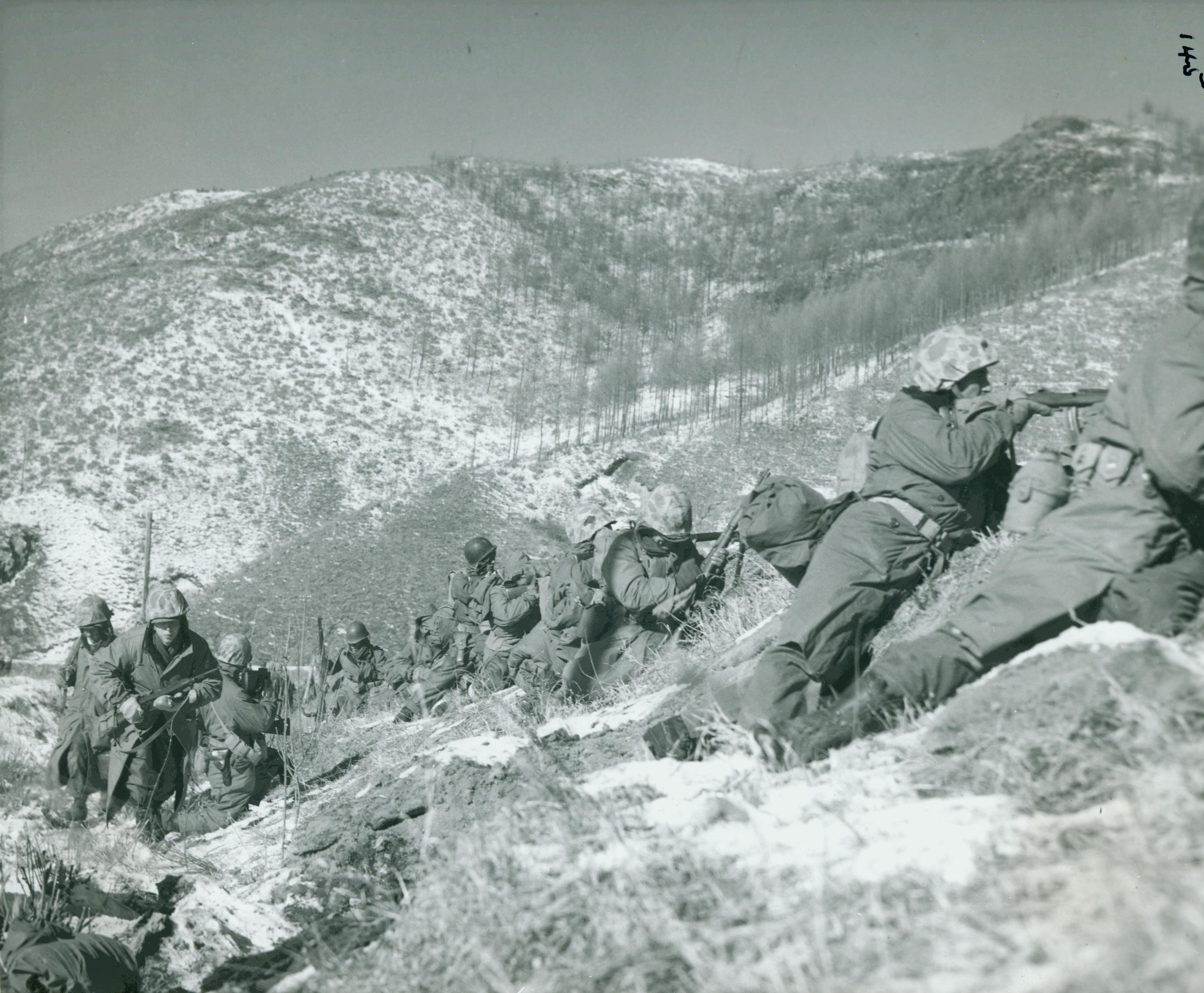
Морські піхотинці 1-ї дивізії в ході бойових дій в горах Кореї. Корейська війна. 6 грудня 1950

Починаючи з початку 1951 року дивізія брала участь у кількох наступах ООН у східно-центральній Кореї. Після цього відбулися оборонні бої в ході яких війська ООН протистояли китайському весняному наступу. До червня 1951 року 1-ша дивізія морської піхоти просунулася на північ і убезпечила Панчбоул, а потім перейшла до оборони 18-км рубежу.
У середині березня 1952 року 8-ма армія, до складу якої входила дивізія морської піхоти, розпочала операцію «Бутдроп», яка полягала у масовій передислокації сил ООН. 1-ша дивізія морської піхоти була переведена на найдальший західний фланг лінії зіткнення, перейшовши до оборони ділянки завширшки 56 км, на напрямку Пхеньян-Сеул. Протягом більшої частини наступного року вела локальні бої місцевого значення. Бої тривали до набуття чинності перемир'я 27 липня 1953 року.
Під час Корейської війни дивізія зазнала бойових втрат у кількості 4004 загиблих і 25 864 поранених.

### Війна у В'єтнамі
У серпні 1965 року 7-й полк морської піхоти дивізії брав участь в операції «Старлайт», першому великому бою американських сухопутних військ проти В'єтконгу у Південному В'єтнамі. За цим у вересні відбулася операція «Піранья». У грудні підрозділи дивізії провели операцію «Гарвест Мун».
У березні 1966 року підрозділи дивізії провели операції «Юта», «Орегон» і «Техас». У березні в Чу Лай був розгорнутий штаб 1-ї дивізії морської піхоти. До червня вся дивізія вже була передислокована у Південний В'єтнам. Її тактичною зоною відповідальності стали дві південні провінції Куанг Тін і Куанг Нгай, які входили у смугу відповідальності I корпусу. У серпні дивізія провела операцію «Колорадо». З березня по жовтень 1966 року по травень 1967 року дивізія провела 44 військові операції проти В'єтконгу. За бойові заслуги та службу у В'єтнамі в період з 29 березня 1966 року до 15 вересня 1967 року дивізія була 7 разів відзначена Президентською відзнакою.

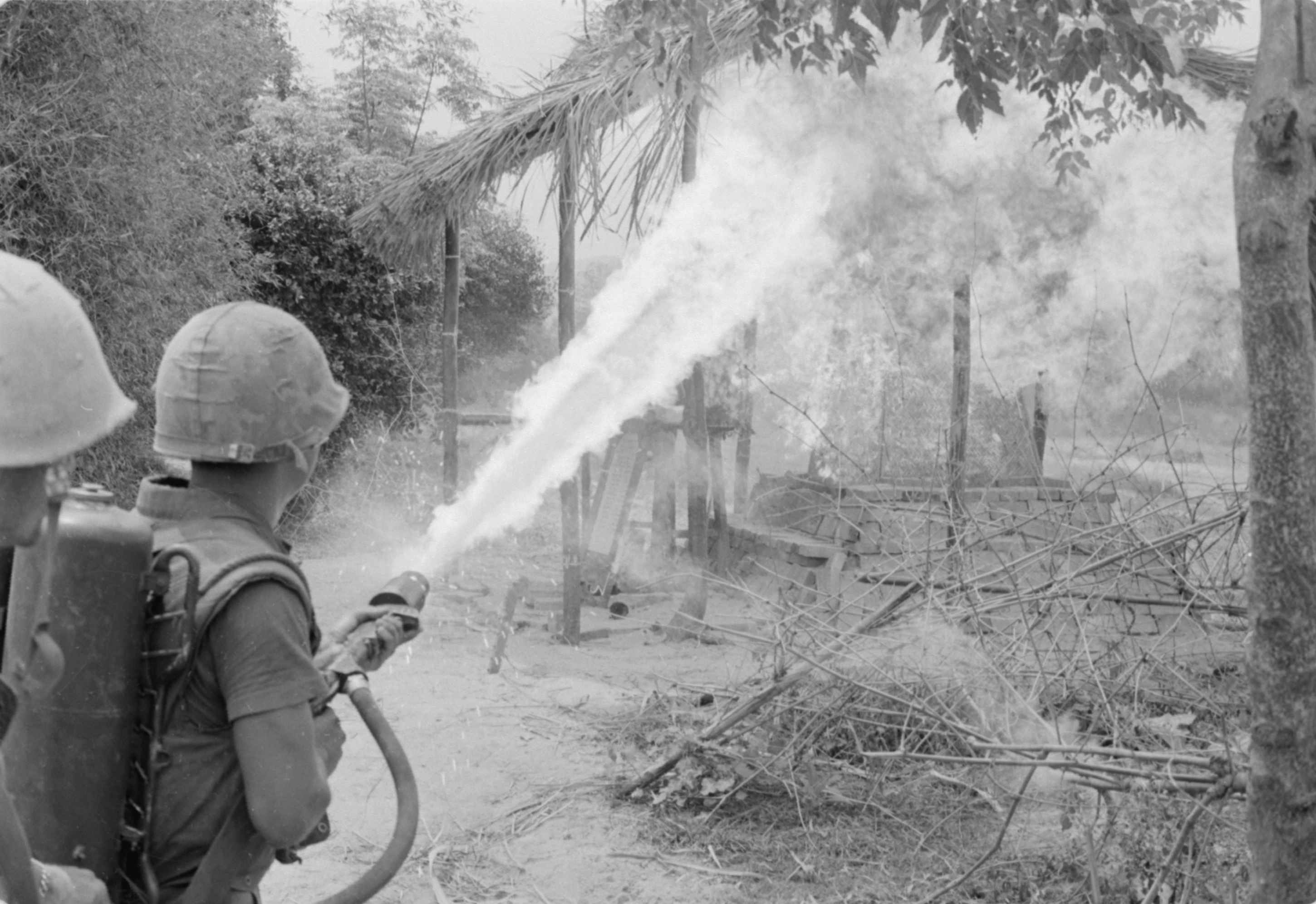
Морська піхота використовує вогнемети в бою проти В'єтконга. 26 березня 1967

З січня до квітня 1967 року 7-й полк дивізії провів операцію «Десото». На початку квітня 1967 року в ході операції «Орегон» дивізія перемістилася на північ до Дананга для підтримки 3-ї дивізії морської піхоти, а оперативна група «Орегон» зайняла колишню тактичну зону відповідальності дивізії. З квітня до травня підрозділи дивізії проводили операції «Юніон» та «Бівер Кейдж». З травня по червень 5-й полк морської піхоти проводив операцію «Юніон II» спільно із силами армії Республіки В'єтнам. У вересні підрозділи дивізії та південно-в'єтнамська армія провели операцію «Свіфт». У листопаді 5-й полк морської піхоти провів операцію «Ессекс».
4 грудня 1967 року оперативна група X-Ray провела операцію «Чеккерс», переміщення 1-ї дивізії морської піхоти з провінції Тхиатхьєн-Хюе на північ до провінції Куангчі для підтримки 3-ї дивізії морської піхоти, яка вела важкі бої вздовж в'єтнамської демілітаризованої зони. З 28 грудня 1967 року по 3 січня 1968 року підрозділи дивізії провели операцію «Оберн» на острові Го Ной на південь від Дананга.
В подальшому дивізія брала найактивнішу участь в операціях проти В'єтконга та північно-в'єтнамської армії до виводу американських військ з країни. Так, наприкінці січня 1968 року коли розпочався Тетський наступ, дивізія брала участь у запеклих боях з противником протягом усього період активних бойових дій і разом з підрозділами південно-в'єтнамської армії захищала Дананг і билася в битві за Хюе.
Загалом за час ведення бойових дій у В'єтнамі дивізія втратила 7012 військових, що загинули у Південному В'єтнамі.
У 1975 році військових дивізії залучали до підтримки переселення південнов'єтнамських біженців, які прибули до Сполучених Штатів, надаючи їжу та тимчасовий притулок у Кемп-Пендлтон.

### Війна в Перській затоці
У 1990 році 1-ша дивізія морської піхоти стала ударним ядром американських збройних сил, направлених на Близький Схід у відповідь на вторгнення Іраку в Кувейт. Під час операції «Щит пустелі» дивізія підтримувала I експедиційний корпус морської піхоти в обороні Саудівської Аравії від іракської загрози. 1991 року разом з рештою сил коаліції дивізія перейшла в наступ у складі Центрального командування морських сил США в операції «Буря в пустелі». 1-ша дивізія морської піхоти знищила близько 60 іракських танків поблизу нафтового родовища Бурган, не зазнавши жодної втрати. Танки M60A1 RISE дивізії знищили близько 100 іракських танків і бронетранспортерів, у тому числі близько 50 найсучасніших радянських танків Т-72. Морські піхотинці зробили величезний внесок у звільнення Кувейту від іракських окупантів.

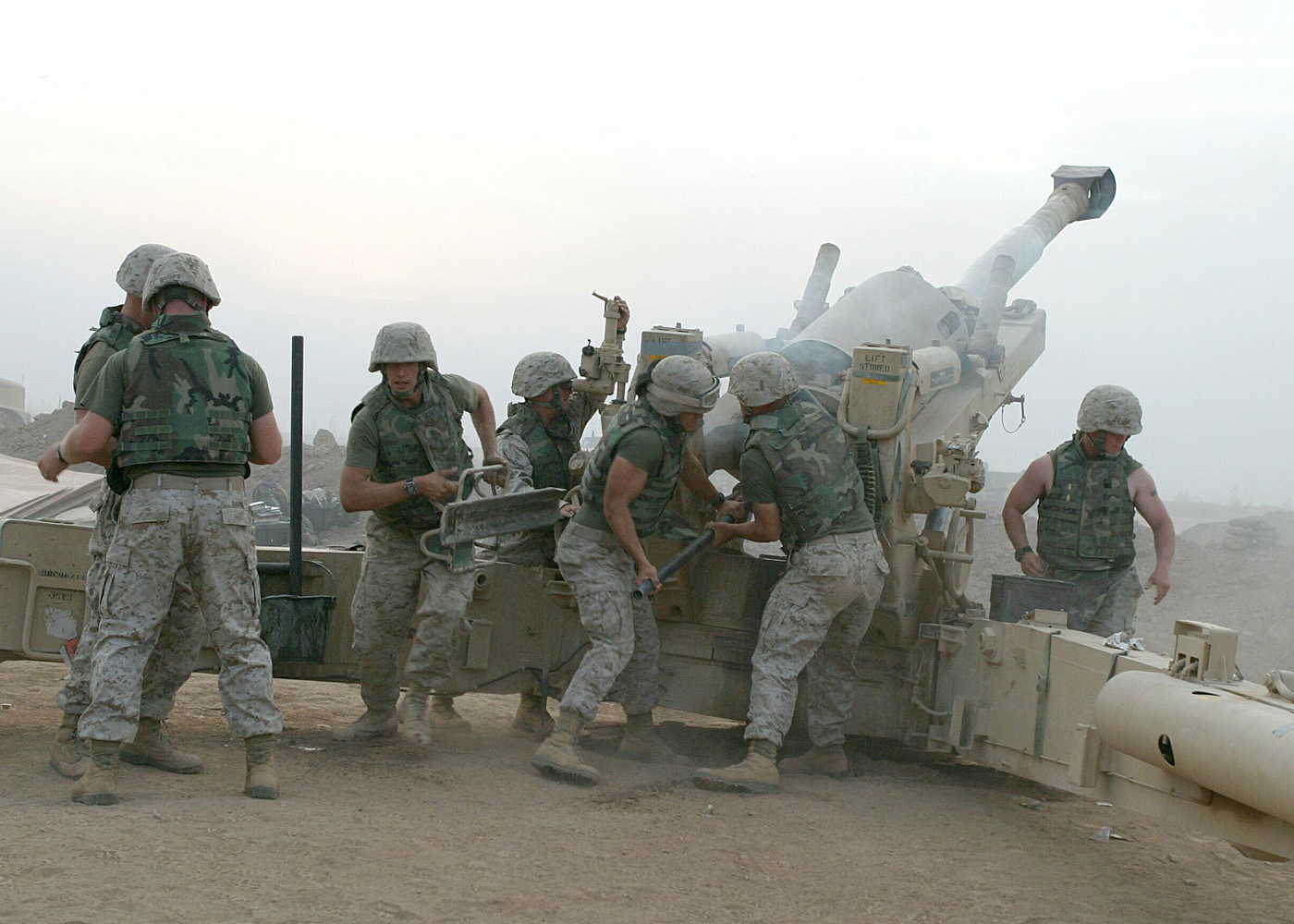
Артилерісти 1-ї дивізії ведуть вогонь з 155-мм гаубиці M198. Війна в Іраку. 21 жовтня 2004

### Війна в Іраку
1-ша дивізія морської піхоти під командуванням генерал-майора Джеймса Меттіса, була одним з двох основних формувань сухопутних військ США, які брали участь у вторгненні в Ірак у 2003 році як сухопутний компонент I експедиційного корпусу морської піхоти. Спочатку дивізія вела бої за нафтові родовища Румайла, проводила атаку на Басру, а потім передислокувалася на північ по іракському шосе № 1 до Ен-Насарії — міста, переважно населеного шиїтами, яке мало стратегічне значення як головна дорожня розв'язка та найближче місто до аеродрому Таліл. Потім дивізія проривалася до Багдаду і просунулася далі, щоб убезпечити Тікрит, сформувавши Оперативну групу «Тріполі» після падіння Багдада. Дивізія подолала 808 кілометрів за 17 днів безперервних боїв, що стало найглибшою наземною операцією в історії морської піхоти. Після вторгнення дивізія виконувала завдання з безпеки та стабілізації ситуації в Багдаді, Тікриті, а потім у південно-центральному Іраку з травня по жовтень 2003 року. За дії під час війни дивізія була нагороджена 9-ю Президентською відзнакою.
В лютому 2004 року дивізія повернулася до Іраку і взяла під контроль провінцію Аль-Анбар на заході Іраку. Протягом лютого та березня 2005 року дивізія була замінена 2-ю дивізією морської піхоти. 2006 року дивізія знову була розгорнута в Іраку як наземний бойовий елемент I MEF в провінції Аль-Анбар.

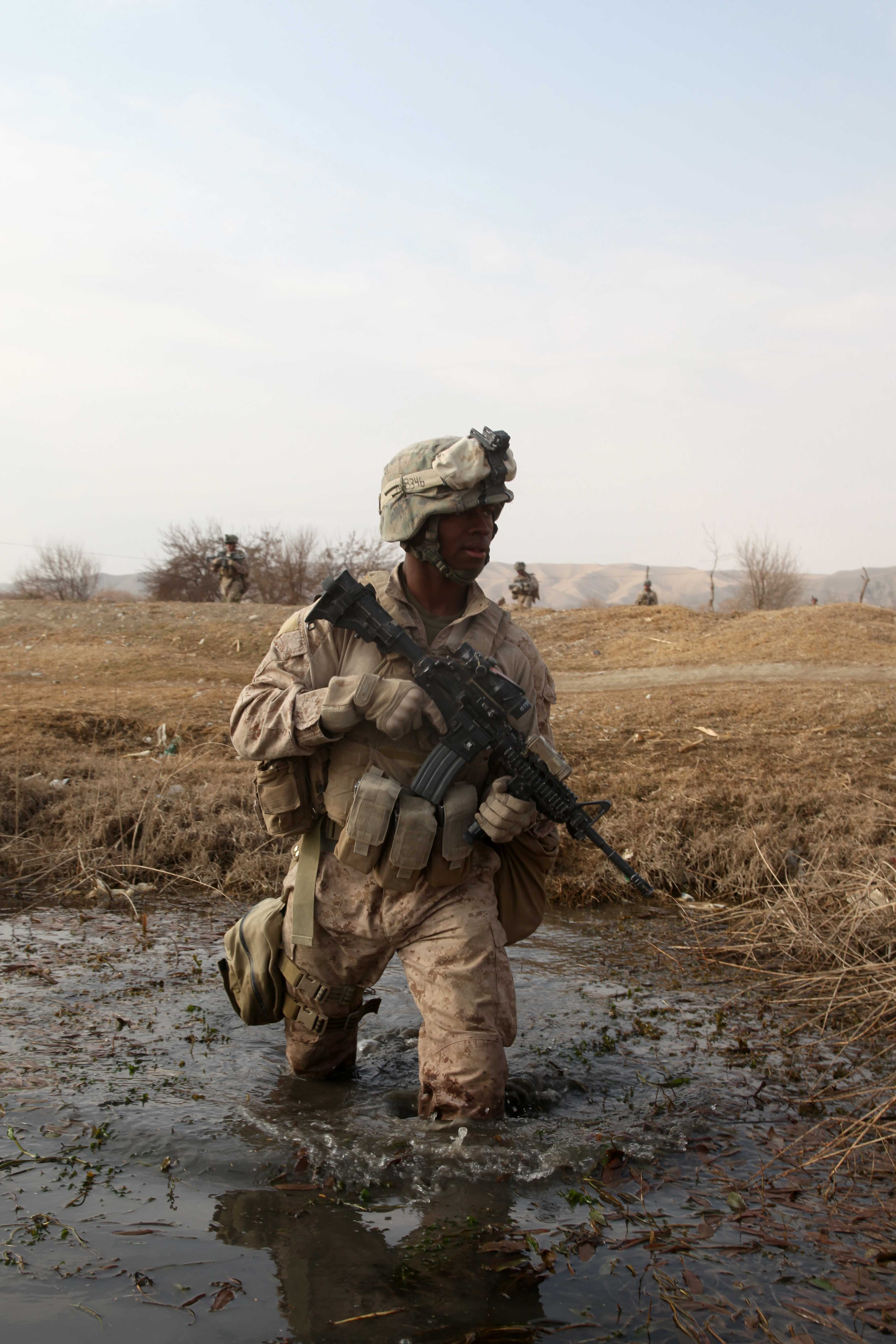
Військовики 1-ї дивізії в ході патрулювання в сільській місцевості в провінції Гільменд. Війна в Афганістані. 13 січня 2011

### Війна в Афганістані
Починаючи з 2008 року батальйони 1-ї дивізії морської піхоти регулярно вирушали до Афганістану для виконання бойових завдань. У березні 2010 року в країні був розгорнутий штаб дивізії, який перейняв на себе командування всіма силами морської піхоти в провінції Гільменд, які діяли на підтримку операції «Непохитна свобода».